# Hampshire League
De Hampshire League  is een Engelse regionale voetbalcompetitie voor twee verschillende competities. 
De eerste Hampshire League werd opgericht in 1896 en bleef bestaan tot 2004 toen de meeste teams werden opgeslorpt door de Wessex League die met twee divisies werd uitgebreid. Er werden clubs gerekruteerd uit de lagere reeksen Aldershot & District League, Isle of Wight League, North Hants League, Portsmouth League, Bournemouth League en de Southampton League
Niet alle clubs van de Hampshire League voldeden aan de stadioncriteria om in de Wessex League te mogen spelen en vormden een nieuwe competitie die ook wel Hampshire League heette. Nog enkele andere clubs uit lokale leagues en reserveteams uit de Wessex League vervolledigden de competitie tot 16 clubs. In principe staat de league los van de Engelse voetbalpiramide.

## Kampioenen sinds 2004
| Seizoen | Kampioen              |
| ------- | --------------------- |
| 2004-05 | Sporting B T C        |
| 2005-06 | Mottisfont FC         |
| 2006-07 | Mottisfont FC         |
| 2007-08 | Mottisfont FC         |
| 2008-09 | Netley Central Sports |
| 2009-10 | Netley Central Sports |
| 2010-11 | Hedge End Rangers     |